# Саранская ТЭЦ-1
Саранская ТЭЦ-1 — старейшее предприятие энергетики, расположенное в Саранске Республики Мордовия, входящее в состав Мордовского филиала ОАО «ТГК-6».
Основной функцией ТЭЦ, ставшей в настоящее время центральной котельной Саранска — производство и распределение теплоэнергии.

## История и Деятельность
Саранская ТЭЦ-1 имени Тельмана была введена в работу 6 ноября 1933 года, когда на станции было установлено три паровых котла общей производительностью 12 т/час. Начало работы ТЭЦ стало толчком для организации централизованного теплоснабжения в г. Саранске. Первым директором Саранской ТЭЦ-1 стала инженер-энергетик мордовка М. С. Силкина.
В 1943 году электричеческая мощность станции составляла 900 кВт. В 1945 году её мощность достигла 2100 кВт и производительность 20 тонн пара в час.
Турбины Саранской ТЭЦ-1 были демонтированы в связи с наступившей изношенностью. В августе 1981 года отслужившую свой век электростанцию преобразовали в котельную, которая теперь снабжает паром и горячей водой промышленные предприятия и жилой массив центральной части Саранска.